# Nieredukowalna złożoność
Ten artykuł opisuje teorie, metody lub czynności niezgodne ze współczesną wiedzą medyczną.

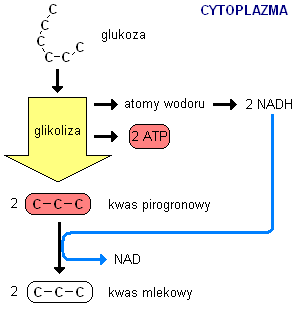
W każdej komórce bez przerwy zachodzą ciągi reakcji chemicznych, które utrzymują ją przy życiu. Zgodnie z założeniami koncepcji nieredukowalnej złożoności tak skomplikowany system nie mógł powstać poprzez ciąg drobnych zmian przewidywanych w teorii ewolucji, ponieważ niezbędne jest stałe przeprowadzenie ciągów reakcji chemicznych (na schemacie przedstawiono przebieg fermentacji mlekowej w mięśniach)

Nieredukowalna złożoność – pseudonaukowa idea spopularyzowana przez Michaela Behe oraz innych propagatorów (w Polsce np. ks. prof. P. Lenartowicz SJ) inteligentnego projektu, zgodnie z którą pewne złożone systemy biologiczne nie mogą powstać przez stopniową adaptację organizmów w procesie ewolucji (zobacz też: holizm, punktualizm).

## Nieredukowalna złożoność

### Początki
Pierwszy raz pomysł nieredukowalnych systemów został zaproponowany w roku 1952 przez biologa austriackiego – Ludwiga Bertalanffy, który wierzył, że złożony system może być rozpatrywany wyłącznie jako całość, bo tylko w ten sposób można w pełni pojąć jego działanie. Po opublikowaniu na początku lat 50. przez Watsona i Cricka opisu struktury DNA idee Bertalanffy'ego przestały mieć jakiekolwiek znaczenie w biologii. Wyraźnie zatriumfowało myślenie, w którym organizmy żywe postrzegano jako bardzo złożone maszyny zdolne do nieustannego powielania swojego materiału genetycznego. Teoria systemów znacznie silniej zakorzeniła się w naukach społecznych niż w ścisłych.

### Czarna skrzynka Darwina
Behe w wydanej w roku 1996 książce Czarna skrzynka Darwina (ang. Darwin's Black Box) ożywił idee podobne do tych propagowanych przez Bertalanffy'ego. Twierdził, że pomysł zaczerpnął od filozofa Williama Paleya, a bezpośrednio do użycia koncepcji nieredukowalnej złożoności do systemów biochemicznych zainspirowała go książka biologa molekularnego Michaela Dentona Ewolucja: Teoria w kryzysie (ang. Evolution: A Theory in Crisis 1986). Podobnych argumentów z nieprawdopodobieństwa powstania złożonych i funkcjonalnych struktur biologicznych, np. żywej komórki, używali od dawna kreacjoniści. Zdaniem Behego, niektóre kaskady reakcji chemicznych niezbędne do metabolizmu istot żywych odznaczają się nieredukowalną złożonością. Według Behego układ niererdukowalnie złożony to:
System złożony z przynajmniej kilku oddziałujących ze sobą części, które to części mają wkład w podstawową funkcję tego systemu, i gdzie usunięcie którejkolwiek z tych części spowoduje, że system przestanie spełniać swoją funkcję.
Zdaniem Behego całość różnorodności biologicznej nie mogła powstać poprzez „przesiewający przypadkowe mutacje gradualistyczny proces doboru naturalnego” i wymagała inteligentnej interwencji, co jest zgodne z koncepcją inteligentnego projektu.
Zgodnie z rozumowaniem Behego nowoczesna biochemia odkryła „niespodziewaną złożoność leżącą u podstaw życia”, a komórka zawiera wiele nieredukowalnie złożonych systemów. Behe podał jako przykłady reakcje metaboliczne w organellach E. coli, wić bakteryjną, kaskadę białek powodujących krzepnięcie krwi oraz system immunologiczny.

### Przykład pułapki na myszy

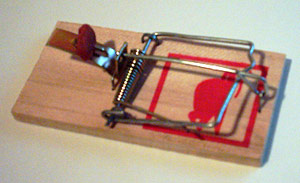
Pułapka na myszy według Behe nie może powstać w procesie powolnych przemian. Brak jakiejkolwiek części spowoduje, że pułapka nie złapie małego gryzonia

Jako ilustrację systemu nieredukowalnie złożonego podaje Behe pułapkę na myszy. Składa się ona z kilku części: podstawki, kowadełka, sprężyny, drążka i języczka. Brak jakiegokolwiek elementu powoduje utratę funkcjonalności i bezużyteczność pułapki. Taki system według niego nie może powstać na drodze stopniowych kroków, bo zgodnie z jego zdaniem każdy ewentualny system pośredni nie spełniałby swojej funkcji łapania myszy. Zdaniem Behego nie można też stwierdzić, że każdy element pełnił inną funkcję, a po złożeniu wszystkich części powstała pułapka, gdyż wymagałoby to wzajemnego dopasowania elementów, tak by mogły ze sobą współdziałać.

### Odpowiedź na krytykę
W roku 2001 sam Behe przyznał, że jego pomysł ma pewne wady i nie do końca poprawnie odnosi się do niektórych zjawisk związanych z doborem naturalnym.
Jednak według niego ewolucyjne wyjaśnienia nieredukowalnej złożoności są niewystarczające. Koncepcja duplikacji genu może w jego opinii co najwyżej wyjaśnić pochodzenie białek należących do nieredukowalnie złożonego systemu, ale nie tłumaczy mechanizmu powstania takiego systemu:
Duplikacja genu nie jest wyjaśnieniem darwinowskim, gdyż wskazuje jedynie na wspólne pochodzenie, nie zaś na mechanizm ewolucji.
Zaś samoistna samoorganizacja pewnych systemów chemicznych (np. reakcja Biełousowa-Żabotyńskiego) według Behego nie spełnia jego kryterium nieredukowalnej złożoności, gdyż składniki tego układu – choć liczne – nie są do siebie precyzyjnie dopasowane jak w systemach biochemicznych, zatem nie mogą stanowić wyjaśnienia dla ich genezy.
Według zwolenników nieredukowalnej złożoności niepoprawna jest także analogia z łukiem rzymskim, według której nieredukowalny układ mógł powstać stopniowo przy pomocy rusztowania. Łuk rzymski zaczyna bowiem pełnić swoją rolę dopiero po zakończeniu budowy, zaś system nieredukowalnie złożony jeszcze przed usunięciem nadmiarowych składników musi już posiadać rdzeń, który jest konieczny do spełniania jego podstawowej funkcji.

## Krytyka

### Dowody biologiczne
Hipoteza Behego została przez wielu ewolucjonistów uznana za błędną, ponieważ ich zdaniem nie jest spełniona jej przesłanka – istnieją udokumentowane przykłady powstania złożonych systemów w procesie ewolucji. Jeszcze zanim Behe opublikował swój argument, znany był ewolucyjny scenariusz powstania kaskady proteolitycznej w procesie krzepnięcia krwi w wyniku duplikacji genów. Pomimo tego Behe podaje ją jako jeden z przykładów nieredukowalnej złożoności.
Duplikacja jest rodzajem mutacji, gdzie przykładowy gen ulega podwojeniu, w ten sposób organizm ma dwie funkcjonalne kopie. Jedna z nich zostaje uwolniona od presji doboru na zachowanie funkcji i może przekształcić się w gen o innej funkcji. Duplikację jako mechanizm powstawania nowych genów zaproponował Susumu Ohno w 1970 r. Rolę duplikacji w ewolucji systemów nieredukowalnych można przyrównać do roli rusztowania w budowie łuku romańskiego. Usunięcie jakiejkolwiek cegły z łuku powoduje jego załamanie się. Jednak stopniowa budowa łuku jest możliwa przez dodawanie poszczególnych cegieł, jeśli podeprze się je rusztowaniem, a po ukończeniu budowy rusztowanie usunie.

### Eksperyment Lenskiego
Powstanie nieredukowalnej złożoności na drodze przemian ewolucyjnych zaobserwowano w eksperymencie Lenskiego. Richard Lenski ze współpracownikami badał w warunkach laboratoryjnych ewolucję pałeczki okrężnicy. Badano 12 linii bakterii hodowanych w środowisku o ograniczonym dostępie glukozy. Było to dla bakterii jedyne źródło węgla. Co prawda w środowisku obecny był cytrynian, jednak bakterie nie miały możliwości metabolizowania go – badane bakterie nie rozkładają cytrynianu w warunkach tlenowych, w jakich były hodowane.
Po każdym jednodniowym etapie pobierano jedną setną populacji bakterii i hodowano je znowu, dostarczając nowej porcji cukru. Szybki podział komórki umożliwiał obserwację tysięcy następujących po sobie pokoleń bakterii. W hodowlach takich obserwowano wzrost dostosowania. Badania prowadzono w sumie 20 lat, czyli przez 45000 pokoleń pałeczek okrężnicy. Początkowo obserwowano zmiany wielkości komórki bakteryjnej, zachodzące w różny sposób w różnych liniach. Znaczącą zmianę zaobserwowano po około 33000 pokoleń E. coli. W jednej z linii gwałtownie wzrosło zagęszczenie populacji, co świadczy o dużym wzroście dostosowania. Wykazano, że wynika on z metabolizowania cytrynianu.
Problem polegał jednak na tym, że żadna pojedyncza mutacja nie mogła doprowadzić do wykształcenia się możliwości wykorzystywania przez pałeczki okrężnicy jonów cytrynianowych. Wymagałoby to przynajmniej dwóch mutacji. Żadna z nich sama nie zwiększałaby dostosowania. Chodzi tutaj o proces przebiegający w dwóch etapach: produkt pierwszego z nich jest zarazem substratem drugiego, a przy braku produktu drugiej reakcji proces nie zachodzi. Powstanie procesu wymagałoby więc zajścia obu mutacji, ale żadna z nich bez drugiej nie zwiększa dostosowania, a zajście obu naraz ma bardzo niewielkie prawdopodobieństwo. W celu wyjaśnienia zaobserwowanego zjawiska zaproponowano następującą hipotezę: w rzeczonej linii komórek zaszła wpierw pierwsza z dwóch mutacji, która nie wpływała na dostosowanie. Jest to powszechne zjawisko. Na poziomie molekularnym ciągle dochodzi do nowych mutacji i jedne allele cały czas zastępowane są innymi, często usuwanymi przez dobór. Jednak duża część takiej zmienności jest neutralna i dobór na nią nie działa. Jeśli następnie u takiej zmutowanej bakterii zaszła druga z mutacji umożliwiających razem wykorzystanie cytrynianu, znacznie zwiększała ona dostosowanie tej bakterii. Oczywiście mutacja taka mogła i prawdopodobnie zachodziła wiele razy w innych bakteriach, nie posiadających pierwszej z rozpatrywanych mutacji, jednak nie zwiększała u nich dostosowania.
Przedstawiona hipoteza wymagała sprawdzenia. Opracowano sposób jej weryfikacji. Oto w laboratorium Lenskiego przechowywano w zamrażarkach bakterie z przeszłych pokoleń pałeczki okrężnicy. Jeśli zaproponowana hipoteza jest prawdziwa i w pewnym pokoleniu zaszła pierwsza z dwóch mutacji, to hodując bakterie z tą mutacją oczekiwać można zajścia ponownie mutacji umożliwiającej metabolizm cytrynianu. W celu weryfikacji hipotezy przebadano 40 miliardów osobników. Rzeczywiście odkryto, że poszukiwana mutacja zaszła około pokolenia 20000. W następnych pokoleniach pojawiał się wywołany kolejną mutacją wzrost dostosowania, czego nie obserwowano w hodowli pokoleń starszych. Badania te dowodzą samoistnego powstania nieredukowalnej złożoności bez ingerencji postulowanego przez negacjonistów projektanta.
Badania Lenskiego spotkały się z krytyką ze strony środowisk pseudonaukowych. Uczony odpowiedział na nie, oferując możliwość samodzielnego przebadania potwierdzających jego wyniki bakterii zamrożonych w jego laboratorium. Do zbadania jednak nie doszło, gdyż badanie linii bakterii w laboratorium wymaga odpowiednich kompetencji i uprawnień, a może nawet stwarzać zagrożenie zdrowia dla osoby nieprzeszkolonej i nieznającej się na pracy laboratoryjnej, takiej jak krytycy badań Lenskiego.

### Wić bakteryjna

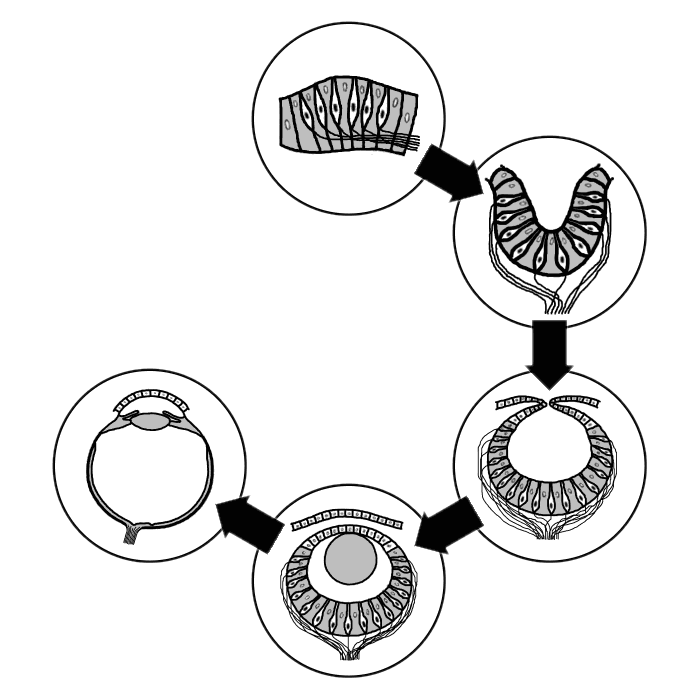
Narząd wzroku bywa podawany jako przykład nieredukowalnej złożoności. Kreacjoniści zwracają uwagę, że człowiek pozbawiony choć jednego elementu oka prawie nic nie widzi. Jednakże ewolucja oka ludzkiego została opisana przez biologię i jej możliwy przebieg przedstawia powyższy schemat. Początkowo w naskórku pojawiła się plamka światłoczuła, która pozwalała prymitywnemu strunowcowi pełznąć w kierunku światła. Potem przypadkowa mutacja doprowadziła do powstania wgłębienia, które zwiększyło dokładność w określaniu kierunku źródła światła. W kolejnym etapie naskórek przesłonił prawie całe światło pozostawiając tylko mały otwór. W ten sposób wykształciła się camera obscura. Taki narząd wzroku pozwalał na dostrzeganie zarysów obiektów, ale ich ostrość była bardzo słaba. Wykształcenie prymitywnej soczewki o kulistym kształcie pozwoliło na poprawienie ostrości, ale organizm mógł widzieć dobrze tylko z bliska. W ostatnim etapie soczewka stała się płaska, a wokół rozwinęły się mięśnie pozwalające na akomodację oka. W ten sposób powstało oko człowieka, które pozwala na postrzeganie ostrych obrazów w znacznym zakresie odległości. Na każdym z kolejnych etapów posiadacz tylko trochę lepszego oka mógł wcześniej zobaczyć drapieżnika lub łatwiej dostrzec swoją kolejną ofiarę. W ten sposób dobór naturalny wśród wielu przypadkowych zmian w narządach wzroku prowadził do rozpowszechniania się tych, służących usprawnieniu tego organu (zob. osobny artykuł ewolucja oka).

Podobnie wić bakteryjna, którą Behe wskazywał jako ewidentny przykład systemu nieredukowalnie złożonego, szybko okazała się składać z modułów mających samodzielne znaczenie funkcjonalne (np. „silnik” wici okazał się tożsamy z pompą używaną przez bakterie chorobotwórcze do wstrzykiwania toksyn), poszczególne białka samej wici (flagelliny) są produktami zduplikowanych genów, a wiele innych elementów kompleksu wici ma odpowiedniki pełniące inne funkcje. Ponadto wykazano, że – zgodnie z przewidywaniami neodarwinizmu – występuje duża zmienność wici pomiędzy różnymi gatunkami bakterii (a zatem można zmieniać poszczególne elementy) oraz przykłady „narządów szczątkowych” wśród tych organelli. Okazało się też, że archebakterie mają wici podobne funkcjonalnie, jednak wyewoluowały niezależnie.
Zazwyczaj złożone struktury powstają dzięki kooptacji (przysposobieniu) istniejących, już złożonych, struktur (skrzydło powstające u owadów z narządów wymiany gazowej, u kręgowców z kończyn przednich), powielaniu modułów (przykładem jest duplikacja genu; szczególnym przypadkiem są duplikacje genów Hox, mogące powodować zwielokrotnienie danej struktury anatomicznej u zarodka) i innym procesów rozpoznanych przez biologię ewolucyjną.

### Sztuczne życie
Przykłady spontanicznej ewolucji systemów nieredukowalnych pochodzą również z badań nad sztucznym życiem. Richard Lenski udokumentował powstanie nieredukowalnie złożonych programów komputerowych w wyniku symulacji ewolucji w programie Avida.
Ewoluowalność układów nieredukowalnych była dyskutowana wielokrotnie przed Behem, np. przez J.Maynarda-Smitha, i jest obecnie w środowisku naukowym uważana za trywialną. Mimo to jest nadal podnoszona przez zwolenników inteligentnego projektu jako argument przemawiający za jej prawdziwością.
Podczas procesu w Dover w 2005 r. Behe zeznał pod przysięgą, że jego własne symulacje numeryczne doboru naturalnego (i to mimo celowego dobrania skrajnie niesprzyjających parametrów) dowodzą, że utrwalenie się w populacji bakterii złożonej struktury, wymagającej do swego powstania wielu niezależnych mutacji, nastąpiłoby w ciągu zaledwie 20 000 lat (podczas gdy np. na ewolucję wici bakterie miały co najmniej miliard lat).

### Pozorny paradoks pułapki
Według J.H. McDonalda można nawet wyobrazić sobie ewolucję pułapki na myszy – choć w tym przypadku oczywiście zademonstrowano tylko potencjalne stadia pośrednie, z których każde byłoby funkcjonalniejsze (lepiej dostosowane) od poprzedniego, mniej złożonego. Naturalnie, pułapki na myszy, w odróżnieniu od istot żywych, nie rozmnażają się (ale gdyby mutowały i rozmnażały się, a sukces rozrodczy zależał od liczby upolowanych myszy, dobór naturalny mógłby doprowadzić do wyewoluowania złożonej i skutecznej pułapki).
Przykład ten ilustruje też fundamentalny problem z odwoływaniem się do martwych urządzeń jako przykładu umożliwiającego rozpoznawanie inteligentnych wytworów – wiemy, że pułapki na myszy nie składają się same i nie rozmnażają się, a więc nie ewoluują bez pomocy człowieka, dlatego znajdując pułapkę (albo zegarek) trzeba założyć, że taki złożony mechanizm został przez kogoś wykonany. Natomiast wiadomo też, że np. bakterii nikt nie wytwarza świadomie, tylko same rozmnażają się i mutują, a więc mogą ewoluować. Analogia z maszynami wykonanymi przez człowieka jest więc chybiona w kluczowym punkcie.